# LOL 나이트 쇼: 나는 캐리다
LOL 나이트쇼 - 나는 캐리다는 시청자들과 리그 오브 레전드 프로게이머가 리그 오브 레전드 경기를 하는 프로그램이다.

## 역사
2011년 스타리그가 잠시 개최되지 못하고 있는 시간동안 김태형 해설 위원은 잠정 휴식기에 접어든다. 그러던 중 온게임넷 메인 PD인 위영광과 함께 술자리에서 나눈 대화에서 이 프로그램이 계획된다. 그 후 김태형은 프로그램이 시작되기 3일전부터 아프리카TV라는 매체를 통해서 개인방송을 진행하며 리그 오브 레전드를 익히기 시작하였다.
1회는 게스트없이 개인방송처럼 진행되었으며 그 뒤로는 리그 오브 레전드의 유명 게이머들을 게스트로 초대하면서 1주일에 월,목 2회에 걸쳐 방송을 하게 된다.
4월 한달간은 용산 이스포츠 스타디움에서 매주 화요일 8시에 3시간동안 보조MC 임성춘과 함께 생방송으로 진행한다. 28회를 끝으로 시즌 1이 종영되었다.
6월 11일부터 김태형, 김정균 조합으로 나는 캐리다 시즌 2(나는 캐리다 Summer)가 시작된다. 15회를 끝으로 시즌 2가 종영된다.
11월 10일부터 김태형, 김정균 조합으로 나는 캐리다 시즌 3(나는 캐리다 Winter)가 시작되면서, 2013년 3월부터 나는 캐리다 롤디션이라는 이름으로 나오다가 봄이오면서 나는 캐리다 Spring으로 변경했고, 20회를 끝으로 시즌 3가 종영된다.
8월 15일부터 김태형, 김정균, 민주희, 정윤성 조합으로 나는 캐리다 시즌 4(나는 캐리다 Summer)가 오후 2시 낮시간에 방영하게 되다가 9월 2일 월요일 오후 9시로 시간을 옮겨졌으며, 10월 21일을 끝으로 시즌 4가 종영된다.

## 게스트
<나는 캐리다>에서는 매주 초대된 게스트와 시청자가 대전을 벌인다.

### 시즌1
| 회차 | 방송날짜        | 게스트                                            |
| ---- | --------------- | ------------------------------------------------- |
| 1회  | 2012년 1월 12일 | .                                                 |
| 2회  | 2012년 1월 16일 | EDG 막눈 윤하운                                   |
| 3회  | 2012년 1월 19일 | 오성균                                            |
| 4회  | 2012년 1월 26일 | MiG 클라우드템플러                                |
| 5회  | 2012년 1월 30일 | Team OP 라일락                                    |
| 6회  | 2012년 2월 2일  | EDG 모쿠자 김대웅                                 |
| 7회  | 2012년 2월 5일  | MiG 로코도코                                      |
| 8회  | 2012년 2월 9일  | EDG 후니훈                                        |
| 9회  | 2012년 2월 12일 | 스타테일 꼬마                                     |
| 10회 | 2012년 2월 18일 | MiG 래퍼드                                        |
| 11회 | 2012년 2월 20일 | MiG 매드라이프                                    |
| 12회 | 2012년 2월 23일 | 이말년 (이병건)                                   |
| 13회 | 2012년 2월 27일 | 홍진호                                            |
| 14회 | 2012년 3월 1일  | 나진 비닐캣                                       |
| 15회 | 2012년 3월 5일  | 제닉스 스톰 SBS                                   |
| 16회 | 2012년 3월 8일  | MiG 클라우드템플러                                |
| 17회 | 2012년 3월 12일 | Team OP 놀자 이현진                               |
| 18회 | 2012년 3월 15일 | CLG 세인트비셔스, MiG 로코도코                    |
| 19회 | 2012년 3월 19일 | 제닉스 스톰 MAY                                   |
| 20회 | 2012년 3월 22일 | 임성춘                                            |
| 21회 | 2012년 3월 26일 | MiG 래피드스타 정민성                             |
| 22회 | 2012년 3월 29일 | MiG 웅                                            |
| 23회 | 2012년 4월 2일  | 임성춘, CLG HotshotGG, 레베카                     |
| 24회 | 2012년 4월 5일  | 임성춘, 제닉스 스톰 매니리즌 김승민               |
| 25회 | 2012년 4월 10일 | 임성춘, 나진 e엠파이어 막눈 윤하운, TeamOP 라일락 |
| 26회 | 2012년 4월 17일 | 임성춘, 김동준, 엄재경                            |
| 27회 | 2012년 4월 24일 | 임성춘, MiG 로코도코, 매드라이프                  |
| 28회 | 2012년 5월 1일  | 임성춘, 나진 e엠파이어 히로 이우석, 모쿠자 김대웅 |

### 시즌2
| 회차 | 방송날짜        | 게스트                              |
| ---- | --------------- | ----------------------------------- |
| 29회 | 2012년 6월 11일 |                                     |
| 30회 | 2012년 6월 18일 | 김정균                              |
| 31회 | 2012년 6월 24일 | 김정균                              |
| 32회 | 2012년 7월 2일  | 김정균, LG IM 라일락                |
| 33회 | 2012년 7월 9일  | 김정균, 제닉스 스톰 놀자 이현진     |
| 34회 | 2012년 7월 12일 | 김정균, 민주희                      |
| 35회 | 2012년 7월 19일 | 김정균, AZUBU Frost 클라우드 템플러 |
| 36회 | 2012년 7월 24일 | 김정균, 나진 소드 막눈 윤하운       |
| 37회 | 2012년 7월 30일 | 김정균, LG-IM 링                    |
| 38회 | 2012년 8월 6일  | 김정균, 나진 소드 와치 조재걸       |
| 39회 | 2012년 8월 13일 | 김정균, 제닉스 스톰 매니리즌 김승민 |
| 40회 | 2012년 8월 20일 | 김정균, AZUBU 블레이즈 래퍼드       |
| 41회 | 2012년 8월 27일 | 김정균, CJ 엔투스 인섹              |
| 42회 | 2012년 9월 17일 | 김정균, 로코도코                    |
| 43회 | 2012년 9월 24일 | 김정균, AZUBU 매드라이프            |

### 시즌3
| 회차 | 방송날짜                                       | 게스트                                                                       |
| ---- | ---------------------------------------------- | ---------------------------------------------------------------------------- |
| 44회 | 2012년 11월 10일 (롤챔스 윈터시즌 개막전 특집) | 김정균, 유상무, 김동수, 민주희                                               |
| 45회 | 2012년 11월 28일                               | 김정균, AZUBU Frost 래피드스타 정민성, 샤이 박상면                           |
| 46회 | 2013년 1월 14일                                | 김정균                                                                       |
| 47회 | 2013년 1월 21일                                | 김정균                                                                       |
| 48회 | 2013년 1월 28일                                | 김정균, 강민                                                                 |
| 49회 | 2013년 2월 4일                                 | 김정균, 민주희                                                               |
| 50회 | 2013년 2월 11일                                | 김정균, 더 테스터 출연진(인트마스터, 레나, 현남일, 김성회 개발자, 이현수 PM) |
| 51회 | 2013년 2월 25일                                | 김정균, LG-IM 콘셀러드 이상정                                                |
| 52회 | 2013년 3월 4일                                 | 김정균, 임현석                                                               |
| 53회 | 2013년 3월 13일                                |                                                                              |
| 54회 | 2013년 3월 25일                                | 김정균                                                                       |
| 55회 | 2013년 3월 27일                                | 김정균                                                                       |
| 56회 | 2013년 4월 1일                                 | 김정균, 이동진                                                               |
| 57회 | 2013년 4월 8일                                 | 김정균, 맹솔지                                                               |
| 58회 | 2013년 4월 15일                                | 김정균, 서유리                                                               |
| 59회 | 2013년 4월 22일                                | 김정균, CJ블레이즈 Ambition 강찬용                                           |
| 60회 | 2013년 4월 29일                                | 김정균, KT Rolster KaKAO 이병권                                              |
| 61회 | 2013년 5월 6일                                 | 김정균, 정윤성                                                               |
| 62회 | 2013년 5월 13일                                | 김정균, MVP 오존 IMP 구승빈                                                  |
| 63회 | 2013년 5월 19일 (올스타 특별전)                | 김정균                                                                       |

### 시즌4
| 회차 | 방송날짜         | 게스트                                 |
| ---- | ---------------- | -------------------------------------- |
| 64회 | 2013년 8월 15일  | 김정균, 민주희, 정윤성                 |
| 65회 | 2013년 8월 22일  | 김정균, 민주희, 정윤성                 |
| 66회 | 2013년 8월 29일  | 김정균, 민주희, 정윤성, 이지훈         |
| 67회 | 2013년 9월 2일   | 김정균, 민주희, 정윤성                 |
| 68회 | 2013년 9월 10일  | 김정균, 민주희, 정윤성, 조은나래       |
| 69회 | 2013년 9월 16일  | 민주희, 정윤성, KT Rolster 막눈 윤하운 |
| 70회 | 2013년 9월 23일  | 정윤성, 이세진, KT Rolster 막눈 윤하운 |
| 71회 | 2013년 9월 30일  | 민주희, 정윤성, 박용욱                 |
| 72회 | 2013년 10월 7일  | 김정균, 민주희, 정윤성                 |
| 73회 | 2013년 10월 21일 | 민주희, 정윤성, 강민                   |

### 시즌5
| 회차 | 방송날짜                       | 게스트                                               |
| ---- | ------------------------------ | ---------------------------------------------------- |
| 74회 | 2013년 11월 27일               | 김희철, 김정균, 박정석, 강민                         |
| 75회 | 2014년 2월 6일 (레이디스 특집) | 김정균, 이희주, 김지수                               |
| 76회 | 2014년 8월 20일                | 이현우, 배어진, 김혁규, 이다윤                       |
| 77회 | 2014년 8월 21일                | 김동준 매드라이프 홍민기, 샤이 박상면, 플레임 이효종 |
| 78회 | 2014년 9월 11일                | 강민, 김동준, 백영진, 조재걸, 유병준, 이재민, 강범현 |
| 79회 | 2014년 9월 12일                | 강민, 김동준, 최천주, 이다윤, 배어진, 김혁규, 이관형 |
| 80회 | 2014년 12월 8일                | 강승현                                               |
| 81회 | 2014년 12월 15일               | 강승현, 김찬호, 노동현                               |
| 82회 | 2014년 12월 22일               | 강승현, 전호진, 손승익                               |
| 83회 | 2014년 12월 29일               | 강승현, 박상면, 강찬용                               |
| 84회 | 2015년 1월 5일                 | 강승현, 조한규, 도아, 몬테                           |
| 85회 | 2015년 1월 12일                | 정민성, 조수경, 조은정                               |
| 86회 | 2015년 1월 19일                | 정민성, 김대웅, 채우철                               |
| 87회 | 2015년 1월 26일                | 정민성, 복한규, 인트마스터, 레나                     |
| 88회 | 2015년 2월 2일                 | 정민성, 이호진, 송경호                               |
| 89회 | 2015년 2월 9일                 | 정민성, 이현우, 장건웅                               |
| 90회 | 2015년 2월 16일                | 정민성, 강형우, 이창석                               |
| 91회 | 2015년 2월 23일                | 정민성, 맹솔지, 이세진                               |
| 92회 | 2015년 3월 2일                 | 정민성, 윤하운                                       |
| 93회 | 2015년 3월 9일                 | 정민성, 조재걸, 윤왕호                               |
| 94회 | 2015년 3월 16일                | 정민성, 이유라, 천정희                               |
| 95회 | 2015년 3월 23일                | 정민성, 김정균                                       |